# Josef Lübbring

Josef Lübbring

Josef Lübbring (* 26. Juli 1876 in Ahaus; † 9. November 1931 in Dortmund) war ein deutscher Handwerker (Maurer), Gewerkschaftsfunktionär, Staatsbeamter (Polizeipräsident) und Politiker (SPD).

## Leben und Wirken
Josef Lübbring wurde 1876 als Sohn eines Schneiders geboren. In den Jahren 1882 bis 1890 besuchte er Volksschulen in Münster und Essen-Ruhr. Danach erlernte er von 1890 bis 1893 das Maurerhandwerk. 1896 trat er in die Sozialdemokratische Partei Deutschlands (SPD) ein. Zur gleichen Zeit wurde er Gewerkschaftsmitglied.
1903 wurde Lübbring zum Gewerkschaftssekretär im Bauarbeiterverband in Essen-Ruhr berufen. Als Leiter einer großen Bewegung, die in kämpferischer Weise Lohnerhöhungen im Baugewerbe der Zeit einforderte, verbüßte Lübbring zwischen 1900 und 1905 mehrere längere Haftstrafen. Von 1908 bis 1911 bekleidete er die Stellung des Gewerkschaftssekretärs in Wiesbaden. Nachdem er von 1910 bis 1911 die Parteischule der SPD in Berlin durchlaufen hatte, war er von April 1911 bis 1919 Bezirksleiter beim Deutschen Bauarbeiterverband für die Provinz Ostpreußen. Von 1915 bis 1924 war er Stadtverordneter in Königsberg. Nach dem Ende des Ersten Weltkrieges und der Novemberrevolution von 1918 gehörte Lübbring 1918/19 auch dem Arbeiter- und Soldatenrat in Königsberg an. In der zuletzt genannten Eigenschaft nahm er vom 16. bis zum 20. Dezember 1918 am Kongress der Arbeiter und Soldaten in Berlin teil. Zu dieser Zeit war er auch Zweiter Vorsitzender des Provinzrates für Ostpreußen.

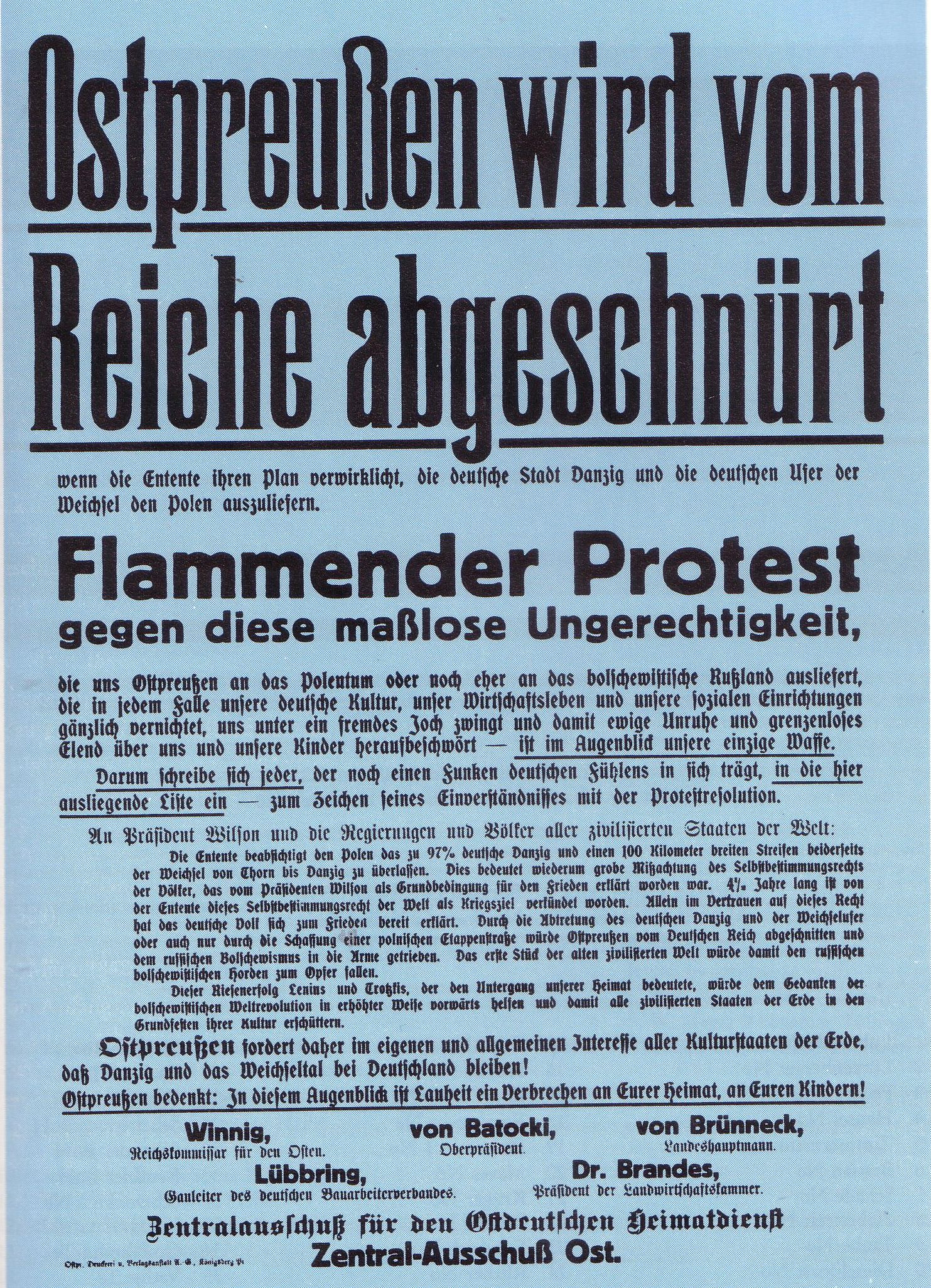
Flugblatt: „Ostpreußen wird vom Reiche abgeschnürt“, 1919

Vom 15. Januar bis 30. Juni 1919 war Lübbring Vertreter des Reichskommissars für den Osten. Im selben Jahr wurde er Mitglied der verfassungsgebenden Nationalversammlung in Weimar. Danach gehörte er von 1920 bis zum September 1930 als Abgeordneter seiner Partei für den Wahlkreis 1 (Ostpreußen) dem Reichstag in Berlin an. Am 1. Juli 1919 wurde Josef Lübbring, der für seine Schroffheit berüchtigt war, zum Polizeipräsidenten von Königsberg ernannt. Im Februar 1924 wurde er in der gleichen Stellung nach Dortmund versetzt. Das dortige Polizeipräsidium führte er energisch und erfolgreich. Er verwies republikfeindliche Polizeioffiziere in die Schranken und zeichnete sich insbesondere durch seine konsequente Bekämpfung des aufkommenden Nationalsozialismus aus.

## Schriften
- Unsere Revolution. Drei Reden Gehalten in einer Öffentlichen Volksversammlung am 28. November 1918 in Königsberg in Preußen, im Schlosshof, 1918. (zusammen mit Alfred Gottschalk und Max Heydemann)